# Сулавесская альциона
Сулаве́сская альцио́на (лат. Actenoides monachus) — вид птиц семейства зимородковых. Эндемик Сулавеси.

## Описание
Длина тела — до 31 см, у птицы красный клюв, чёрная или синяя голова. Спина, крылья и хвост тёмно-зелёные, шея и нижняя сторона красновато-коричневые. У самца синие, а у самки каштановые щёки. У молодых птиц щёки тоже каштановые, клюв желтоватый.

## Распространение
Эндемик Сулавеси. Он населяет влажные тропические леса низменности вплоть до высоты 900 м над уровнем моря.

## Поведение и размножение
Это спокойная, одинокая птица, о которой мало что известно. Вероятно гнездится в марте или апреле, устраивая гнездо в термитнике, земляной норе или дупле дерева. Питается губоногими и жуками.

## Подвиды
Учёные выделяют два подвида:
- Actenoides monachus monachus (Bonaparte, 1850) — обитает на севере Сулавеси и на нескольких соседних островах. Голова тёмно-синего цвета, грудь тёмного красновато-коричневого цвета, брюхо светлое.
- Actenoides monachus capucinus — обитает на юге и востоке острова. Голова чёрная, Грудь и брюхо красновато-коричневого цвета.